# Баварская правда

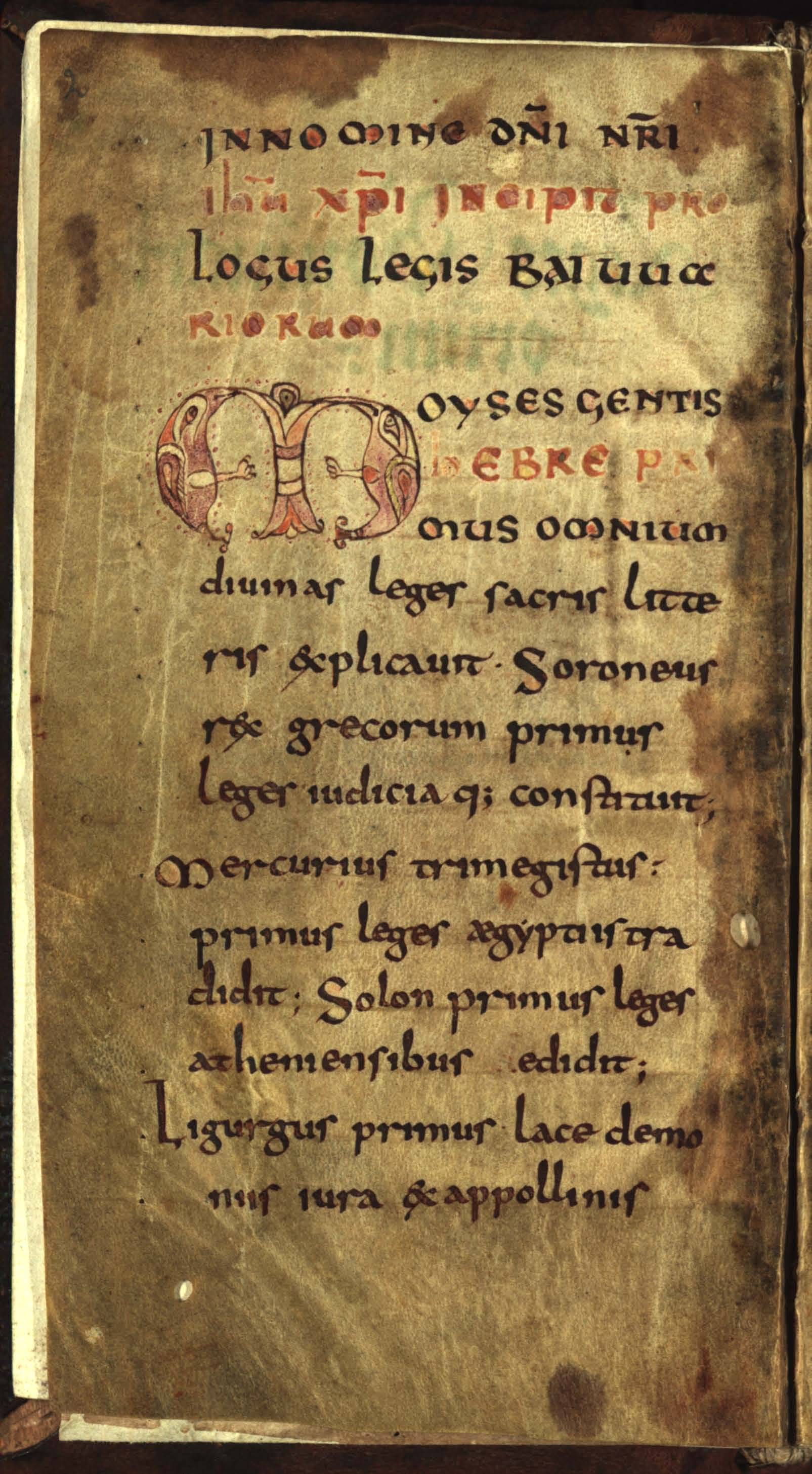
Баварская правда, рукопись начала IX века, Университетская библиотека Мюнхена

Бава́рская пра́вда (лат. lex Baiuvariorum) — запись обычного права (имущественного, договорного, семейного, уголовного и т. п.), сложившегося в VII—VIII веках у германского племени баваров, одна из так называемых варварских правд.
В области имущественного права Баварская правда не допускает попыток оспорить дарение церкви наследниками дарителя (2, 2). Попытки вернуть имущество влекли за собой «суд Бога и отлучение от святой церкви», с одной стороны, с другой — штраф и возвращение имущества церкви (1, 2). Подаренная же земля могла быть возвращена только на условиях пожизненного владения с возмещением всего того, что «торжественно обещано» дарителем.
Частным землевладением начинают охватываться не только поля, но и луга, леса. В Баварской правде появилось понятие silva alterus, поделённый, то есть выделенный конкретной семье лес. О переходе в феодальную частную собственность лесов свидетельствует и запрещение порубки деревьев в чужом лесу, которая каралась штрафом (12, II). В отличие от Салической правды, луговой участок, как и поле, отныне также свободно отчуждался, при этом лишь требовалось подтвердить законность продажи при помощи «документа или свидетелей» (16, 2).
Целый титул правды (12) посвящён наказаниям за нарушение границ чужого землевладения. Простое нарушение границ, без различия поля или луга, влекло за собой наказание свободного штрафом в 6 сол., раба 50 ударами плетью. Даже «случайное», без умысла установление новых границ на участке «без согласия другой стороны и смотрителя» каралось штрафом, если проступок совершал свободный, и 200 ударами плетью, если его совершал раб (12,6 — 7).
Некоторое развитие по сравнению с Салической правдой получило договорное право. «Договор или соглашение, — говорится в Баварской правде, — мы не разрешаем никоим образом изменять, если они заключены письменно или при посредстве трёх и более поименованных свидетелей, поскольку в них ясно обозначены день и год» (ст. 16,16).
«Если продажа будет совершена при помощи насилия или из боязни смерти или заключения (в тюрьму), то она недействительна» (ст. 16,2).
Здесь же говорится о залоге по решению суда, о договоре хранения, ссуде. Если вещь была сдана на хранение «без выгоды и погибла вследствие несчастного случая», то хранитель не нёс ответственности. Убытки же от кражи вещи, сданной на хранение, делились поровну (15,5). Договор продажи не мог быть расторгнут вследствие низкой цены, это было возможно только в случае обнаружения скрытого порока вещи (16,9). Задаток давался для обеспечения договора купли-продажи и терялся в случае его нарушения.
По вопросам семьи и брака Баварская правда более терпимо относилась к бракам, заключённым между свободной женщиной и рабом. Если женщина «не знала», что она вышла замуж за раба, она просто уходила от него (22, 17). Запрещались браки с рядом родственников и свойственников.
По вопросам наказаний в Баварской правдах выделяется целая группа преступлений, в том числе и убийство, главным квалифицирующим признаком которых является место их совершения в церкви или во дворе церкви. Они относились к вышеназванной категории «оскорбления церкви» и влекли за собой большой штраф (композицию) не в пользу потерпевшего и его родственников, которые отодвигались на второй план, а в пользу самой церкви. Предусматривалось и такое наказание, как «продолжительная композиция», которая уплачивалась сначала в 12 сол., затем по 1 сол. «до седьмого рода преступника ежегодно» за нанесение удара беременной женщине, приведшего к выкидышу плода. Мотивировалась «продолжительная композиция» тем, что душа неродившегося ребёнка «терпит длительное наказание, так как она была передана в ад при помощи выкидыша, без таинства возрождения» (8, 21). В качестве субъекта преступного посягательства начинает выступать не только король, герцог, их посланцы и пр., но и народ, государство. Каралось, например, смертной казнью и конфискацией имущества приглашение чужого народа для грабежа или содействие «захвату государства врагом» (Баварская правда 2,1). Здесь же говорилось о таких преступлениях, как заговор против герцога, мятеж в войске (2, 3), призыв «врагов в провинцию» и др.
Наказание за убийство епископа носило устрашающий символический характер: взять с убийцы столько золота, «сколь весила бы туника свинцовая, сделанная по фигуре убитого епископа». В случае невозможности выполнения этого предписания наказание могло быть заменено конфискацией в пользу церкви «земли, рабов, дома преступника, а также обращением в рабство его самого, его жены и детей» (1,10).
За любую кражу в общей форме устанавливался штраф, равный девятикратной стоимости вещи (9,1), при этом учитывалось и где похищена вещь. Если «внутри двора, на мельнице, в церкви (вероятно, не церковной утвари) или в мастерской», то штраф равнялся трёхкратной стоимости похищенной вещи. Уменьшение штрафа объяснялось тем, что эти «четыре дома… являются общественными помещениями и всегда открыты» (9.2).